# غريس كلوف
غريس كلوف (بالإنجليزية: Grace Clough)‏ هي مجدفة بريطانية، ولدت في 21 يونيو 1991 في شفيلد في المملكة المتحدة.

## وصلات خارجية
- غريس كلوف على موقع الاتحاد الدولي للتجديف (الإنجليزية)